# Szárnyfedő

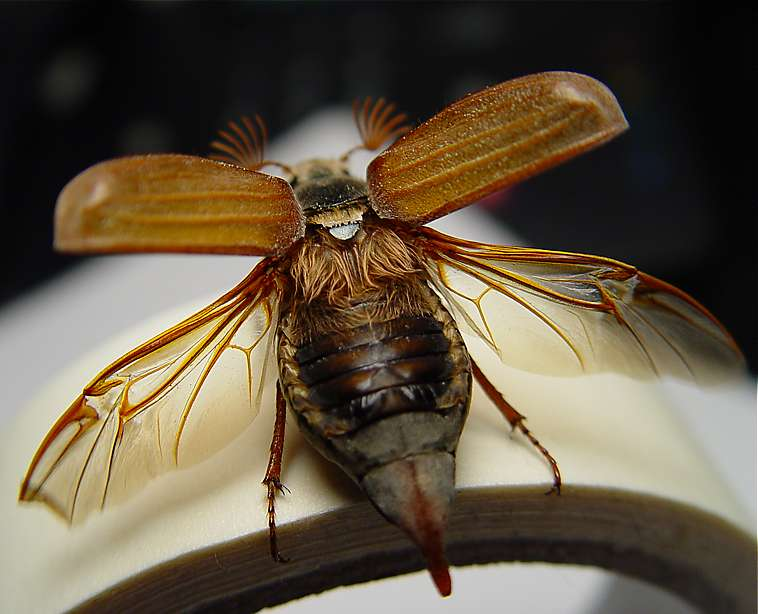
A cserebogár szárnyfedője könnyen megkülönböztethető az átlátszó hátsó szárnypártól.

A szárnyfedő vagy fedőszárny (elytron, a görög ἔλυτρον, „hüvely” szóból, többes szám: elytra) egyes rovarrendek, különösen a bogarak és félfedelesszárnyúak megkeményedett első pár szárnyának a neve.
Az elytra fő feladata az alatta lévő, repülésre használt hátsó szárnypár megóvása. Ha repülni akar, a bogár felnyitja a fedőszárnyakat és kiterjeszti a hátsó szárnypárat, az elytrát a repülés időtartamára továbbra is nyitva tartva.
Egyes rovaroknál, pl. a futrinkafélék és gyászbogárfélék egyes fajainál a fedőszárnyak összeolvadtak, így az állat röpképtelenné vált.
Félfedő vagy hemi-elytron (tsz. hemi-elytra) egyes poloskák szárnyfedője: annyiban tér el az elytrától, hogy csak tövi részei, a fedő (corium) és a pászta (clavus) bőrneműek, míg a csúcsi (disztális) rész (membran) hártyás.
Az elytra kifejezést a gyűrűsférgek közé tartozó soksertéjűek (különösen a pikkelyes férgek) esetében is használják. Ezek a kinövések különböznek az állat sertéitől (chaetae), amiket mirigyek termelnek, így vannak gyökereik.

## Fordítás
- Ez a szócikk részben vagy egészben az Elytron című angol Wikipédia-szócikk ezen változatának fordításán alapul.  Az eredeti cikk szerkesztőit annak laptörténete sorolja fel. Ez a jelzés csupán a megfogalmazás eredetét és a szerzői jogokat jelzi, nem szolgál a cikkben szereplő információk forrásmegjelöléseként.